# Vaejovis pequeno
Espèce
Vaejovis pequeno est une espèce de scorpions de la famille des Vaejovidae.

## Distribution
Cette espèce est endémique du Sonora au Mexique. Elle se rencontre vers Yécora, Baviácora et Álamos.

## Description
Le mâle holotype mesure 14,55 mm et la femelle paratype 17,55 mm.

## Publication originale
- Hendrixson, 2001 : « A new species of Vaejovis (Scorpiones, Vaejovidae) from Sonora, Mexico. » The Journal of Arachnology, vol. 29, no 1, p. 47-55 (texte intégral).